# Paolo Cavallone (compositore)
Paolo Cavallone (Sulmona, 15 marzo 1975) è un compositore e poeta italiano.
È considerato come uno dei maggiori compositori di oggi, soprattutto per l’apertura estetica dei suoi lavori 

## Biografia
Paolo Cavallone ha compiuto i suoi studi musicali al Conservatorio dell’Aquila, dove si è diplomato in Strumentazione per Banda (1999), Pianoforte (1999)  e in Composizione (2001),  per poi perfezionarsi con Azio Corghi dal 2002 al 2004 all'Accademia Chigiana di Siena  e all'Accademia Nazionale di Santa Cecilia a Roma.
Parallelamente nel 2001 si è laureato in Lettere all'Università degli Studi dell'Aquila e nel 2009 ha conseguito un dottorato alla State University of New York (USA).
Le sue opere, pubblicate da Rai Com, sono state radiodiffuse fra le altre da Radio Rai, Radio France, Radio New Zealand, Radio Capodistria, Radio Città Futura e Rádio UFRGS (Brasile).
Le sue composizioni sono state registrate su CD da Albany Records, Tactus, GuitArt, Domani Musica e Suono Sonda. Ha inoltre ricevuto commissioni fra le altre da: Dilijan Music Series di Los Angeles (2007), Società Barattelli di L'Aquila (2007), Siemens Foundation (2011).
Ha tenuto conferenze sulla sua musica alla Manhattan School of Music (USA), Università di Pittsburgh, Università McMaster a Hamilton (Canada), Conservatorio di Santa Cecilia a Roma, ed in altri istituti. I suoi brani sono stati oggetto di seminari in università e conferenze in Italia e all'estero.

## Discografia
- Hóros, CD monografico, Tactus (TC970304), Italia, 2018
- Confini, CD monografico e DVD , Tactus (TC.970302), Italia, 2012
- Contrasto, CD monografico, Domani Musica (DMCD0301), Italia, 2002
- Flute XXI, CD compilation: Hóros per flauto e ensemble, Tactus (TC980090), Italia, 2020
- 1900-2000, CD compilation: Au réveil il était midi (b) per chitarra, GuitArt 042012, Rivista n. 67, Italia, Luglio 2012
- Extreme Measures, CD compilation: (Dis)tensioni per clarinetto e pianoforte. Albany Records (TROY 1217-18), Stati Uniti, 2010
- web & hubs, CD compilation: En coup de foudre per violino e pianoforte  Suono Sonda, n.7, Italia, 2009
- La Piega, Il Taglio, CD compilation: Contrasto, quartetto d'archi Suono Sonda, n.2, Italia, 2004

## Poesia
- Suoni ulteriori, Canzoniere, Gruppo Editoriale Santelli - Poetica, Italia, 2024[6]